# Dasatinib
Dasatinib, eerder aangeduid met BMS-354825, en vermarkt onder de naam Sprycel is een geneesmiddel dat gebruikt wordt bij de behandeling van chronische myeloïde leukemie.  Dasatinib is een oraal tyrosine kinase inhibitor dat ingezet wordt na behandeling met imatinib en Philadelphia chromosoom-positieve acute lymfoblastische leukemie. Het middel wordt onderzocht op bruikbaarheid voor onder meer vergevorderde prostaatkanker.
De stof is opgenomen in de lijst van essentiële geneesmiddelen van de WHO.